# Patrick Lefoulen
Patrick Lefoulon (6 maggio 1958) è un ex canoista francese.

## Palmarès

### Olimpiadi
- 1 medaglia:
  - 1 argento (Los Angeles 1984 nel K-2 1000 m)

### Mondiali
- 1 medaglia:
  - 1 oro (Belgrado 1982 nel K-2 10000 m)